# Jardín Botánico de Cascina Rosa
El Jardín Botánico de Cascina Rosa (en italiano: Orto Botanico di Cascina Rosa) es un jardín botánico y complejo de invernaderos de 22,000 m² de extensión.
Dependiente administrativamente de la Università degli Studi di Milano, en Milán, Italia.
El código de identificación internacional del Orto Botanico di Cascina Rosa como miembro del "Botanic Gardens Conservation Internacional" (BGCI), así como las siglas de su herbario es MI.

## Localización
Orto Botanico di Cascina Rosa, Via Carlo Valvassori Peroni, Milano, Provincia de Milano, Lombardia, Italia.
Planos y vistas satelitales.45°28′21.72″N 9°11′13.5594″E / 45.4727000, 9.187099833
Está abierto a diario.

## Historia
Su inicio se sitúa cuando el ayuntamiento de Milán donó los terrenos de la finca agrícola "Cascina Rosa" abandonada, a la Universidad de Milán, la que gestionó las medidas necesarias para la construcción del jardín botánico.
La Universidad de Milán, reúne con este bajo su administración, el tercer jardín botánico (además de los de Brera y el del sur del lago Garda el Toscolano-Maderno), que alberga a muchos tipos de plantas, incluyendo las importadas a Lombardía en el siglo XVIII.
Fue oficialmente inaugurado el 19 de septiembre de 2002. El nuevo jardín botánico no solamente es una obra concebida como apoyo a la investigación y la enseñanza, sino también como un intento de atraer a un público amplio, para el conocimiento de las especies de plantas.
En concreto, la "Cascina Rosa" tratar de construir algunos ambientes típicos de Lombardía, una de las regiones más ricas de especies vegetales y animales de Italia.
El espacio verde creado así continúa la tradición histórica de los jardines botánicos que nacieron hace más de cinco siglos, para la investigación de plantas medicinales, pronto se extendió a muchas ciudades de Italia y, más tarde, en Europa Central.

## Colecciones
Las plantas hospedadas son variadas y todas ellas acompañadas de placa identificativa en la que se indica el nombre común y científico de la especie, entre estas, hay muchas azaleas, camelias, pinos y robles, además plantas silvestres y cultivadas, seleccionadas de las que se encuentran en Lombardía, como sus verduras, el sauce nativo, y aquellas plantas ornamentales que fueron cultivadas en la Edad Media para embellecer los jardines de la Lombardía.
Un pequeño arroyo y un estanque rodeado de vegetación permite enriquecer la colección de plantas en las especies acuáticas con las típicas de Lombardía y ornamentales.
Pero la verdadera fuerza del Jardín Botánico de "Cascina Rosa", son sin duda sus invernaderos, tres instalaciones de última generación que tienen pocos iguales en Europa y que permitirá un importante trabajo de investigación. De estos, uno se dedica a la preservación de las plantas en invierno, mientras que los otros dos, altamente automatizados, permiten una experimentación avanzada proporcionada por los métodos moleculares modernos. Se incluyen un total de 10 compartimentos independientes en términos de clima y el fotoperiodo. Además de la contención física diseñada para el mantenimiento de la pureza biológica de las especies de las plantas cultivadas. Estas áreas ya han demostrado su utilidad para los programas de investigación financiados por la Unión Europea, en el mejoramiento genético de arroz y la identificación de genes útiles en Arabidopsis thaliana.
Los invernaderos también alberga una importante colección que consta de 1.500 ejemplares de "plantas suculentas", recientemente donadas por un ciudadano de Milán.
En la zona de la parte delantera de los invernaderos se transferirán todas las especies de interés desde el punto de vista académico previamente cultivadas en el antiguo jardín botánico de la universidad "vecchio orto botanico di via Colombo".

## Curiosidades
En el 1948 el director de cine Vittorio De Sica eligió la zona entre el distrito y la finca "Cascina Rosa" como un conjunto de exteriores para el rodaje de su película «Miracolo a Milano».